# Kassabowa-Gletscher
Der Kassabowa-Gletscher (bulgarisch ледник Касабова lednik Kasabowa) ist ein 6 km langer und 3,5 km breiter Gletscher an der Davis-Küste des Grahamlands auf der Antarktischen Halbinsel. Er fließt in zunächst nordwestlicher, dann am Chanute Peak südlicher Richtung, um schließlich nach Westen in das Kopfende der Lanchester Bay zu münden.
Die bulgarische Kommission für Antarktische Geographische Namen benannte ihn 2009 nach dem bulgarischen Flugpionier Rajna Kassabowa (1897–1957), einem Teilnehmer an den Balkankriegen, der dabei am ersten Luftkampfeinsatz am 30. Oktober 1912 beteiligt war.